# Идукальн-Тагес
Идукальн-Тагес — самая высокая гора в Нигере высотой 2022 м. Расположена в северной части горного массива Багзане на юге высокогорья Аира. Гора в форме полумесяца имеет вулканическое происхождение.
Идукальн-Тагес расположен на северо-западе муниципалитета Табелот в департаменте Чирозерин. В долине к северу от горы расположен оазис Тимиа. Ближайший крупный город — Агадес, около 127 км по прямой. В 2001 году была проложена трасса, подходящая для внедорожных мотоциклов, которая ведёт с запада к Багзане. Обычно в качестве вьючных животных используются ослы. Для верблюдов горные тропы слишком скалистые и крутые.
Летом средняя температура воздуха в Багзане составляет около 30 ° C, а ниже в городе Агадес - около 40 ° C. Иногда в зимние ночи температура в массиве падает до 0 ° C, а на самой высокой отметке она может быть даже ниже. Количество осадков в горах составляет от 50 до 120 мм в год. Обычно осадки выпадают в коротком, но интенсивном дождливом сезоне с конца июля до начала августа. В остальное время осадков практически не бывает.
Горный массив Багзане мало населён, в общей сложности имеется двенадцать деревень и пять кочевых лагерей, в которых живут туареги. Большинство из этих поселений находятся на юге горного хребта, вблизи источников водоснабжения.